# Brand New Man
Brand New Man é um álbum de Brooks & Dunn, lançado em 1991.